# Copa del Rey 2011/12
De Copa del Rey 2011/12 was het 111e seizoen (inclusief 1904, 1910 en 1913) van dit nationale voetbalbekertoernooi dat georganiseerd wordt door de Spaanse voetbalbond (RFEF).
Het toernooi ging van start op 31 augustus en eindigde op 25 mei met de finale. Titelverdediger was Real Madrid die in de finale van 2011 FC Barcelona versloeg. FC Barcelona won voor de 26e keer de nationale beker door in de finale Athletic Bilbao (23× bekerwinnaar) met 3-0 te verslaan. Als verliezend bekerfinalist nam Athletic Bilbao de plaats van FC Barcelona als bekerwinnaar in de UEFA Europa League (2012/13) in.

## Uitslagen

### Eerste ronde
Deelnemers waren acht clubs uit de Tercera División (3) en 28 clubs uit de Segunda División B (2B) van het seizoen 2011/12. De wedstrijden werden op 31 augustus gespeeld.
| Team 1                     | Uitslag      | Team 2                    |
| -------------------------- | ------------ | ------------------------- |
| Real Jaén (2B)             | 3-0          | AD Ceuta (2B)             |
| UE Llagostera (2B)         | 4-2          | CD Olímpic de Xàtiva (2B) |
| Andorra CF (2B)            | 3-1          | UE Lleida (2B)            |
| CD Leganés (2B)            | 3-1          | UD Vecindario (2B)        |
| Real Linense (2B)          | 3-1          | CF Badalona (2B)          |
| Club Marino de Luanco (2B) | 3-1 nv       | CD Toledo (2B)            |
| SD Noja (3)                | 2-1          | Real Unión Irún (2B)      |
| CCD Cerceda (3)            | 2-0          | CD Tenerife (2B)          |
| UCAM Murcia CF (3)         | 0-0 ns (7-6) | CD Comarca de Níjar (3)   |

| Team 1                      | Uitslag      | Team 2               |
| --------------------------- | ------------ | -------------------- |
| CD Tudelano (3)             | 2-2 ns (4-5) | SD Ponferradina (2B) |
| CD Manacor (2B)             | 1-4          | CE L'Hospitalet (2B) |
| Náxara CD (3)               | 0-3          | UD Salamanca (2B)    |
| CD Lugo (2B)                | 1-3          | Real Oviedo (2B)     |
| CF Palencia (2B)            | 1-3          | UD Logroñés (2B)     |
| SD Amorebieta (2B)          | 0-1          | CD Mirandés (2B)     |
| UD Melilla (2B)             | 0-1          | CF Villanovense (2B) |
| Burgos CF (2B)              | 0-1          | SD Eibar (2B)        |
| Fútbol Alcobendas Sport (3) | 0-1          | UD Lanzarote (3)     |

### Tweede ronde
Deelnemers waren de achttien winnaars uit de eerste ronde, acht instromende clubs uit de Segunda División B (2B) en 20 clubs uit de Segunda División A (2A) van het seizoen 2011/12. De Segunda División A teams van FC Barcelona B en Villarreal CF B waren uitgesloten van deelname. De wedstrijden werden op 6, 7 en 8 september gespeeld.
| Team 1                   | Uitslag | Team 2                      |
| ------------------------ | ------- | --------------------------- |
| Real Valladolid (2A)     | 6-0     | Gimnàstic de Tarragona (2A) |
| Deportivo La Coruña (2A) | 5-1     | FC Girona (2A)              |
| SD Eibar                 | 4-0     | UD Lanzarote                |
| SD Ponferradina          | 3-0     | CD Roquetas (2B)            |
| Cádiz CF (2B)            | 3-1     | RSD Alcalá (2B)             |
| CD Mirandés              | 3-1     | Real Linense                |
| CD San Roque (2B)        | 2-0     | CF Villanovense             |
| Celta de Vigo (2A)       | 2-0 nv  | UD Las Palmas (2A)          |
| UD Almería (2A)          | 2-0 nv  | CD Guadalajara (2A)         |
| CE L'Hospitalet          | 3-2     | CD Leganés                  |
| Hércules CF (2A)         | 3-2 nv  | CD Alcoyano (2A)            |
| AD Alcorcón (2A)         | 2-1     | CE Sabadell (2A)            |

| Team 1                 | Uitslag      | Team 2                |
| ---------------------- | ------------ | --------------------- |
| UE Llagostera          | 2-1          | CCD Cerceda           |
| Albacete Balompié (2B) | 1-0          | Real Jaén             |
| SD Huesca (2A)         | 1-0          | Xerez CD (2A)         |
| Real Oviedo            | 1-1 ns (3-2) | UD Salamanca          |
| Club Marino de Luanco  | 2-2 ns (2-4) | Andorra CF            |
| FC Cartagena (2A)      | 0-0 ns (3-5) | CD Numancia (2A)      |
| Recreativo Huelva (2A) | 0-2          | Elche CF (2A)         |
| SD Noja                | 0-2          | UD Logroñés           |
| Real Murcia (2A)       | 0-1          | Córdoba CF (2A)       |
| UCAM Murcia CF         | 0-1          | Deportivo Alavés (2B) |
| UE Sant Andreu (2B)    | 0-1          | Orihuela CF (2B)      |

### Derde ronde
De derde ronde was een tussenronde. Deelnemers waren 22 winnaars uit de tweede ronde, de 23e winnaar, Real Oviedo, kreeg deze ronde vrije doorgang. De wedstrijden werden op 12 oktober gespeeld.
| Team 1              | Uitslag | Team 2           |
| ------------------- | ------- | ---------------- |
| Celta de Vigo       | 4-1     | Real Valladolid  |
| CD Mirandés         | 3-1     | UD Logroñés      |
| AD Alcorcón         | 2-1     | CD Numancia      |
| Deportivo La Coruña | 2-1     | CD Alcoyano      |
| Albacete Balompié   | 1-0     | Deportivo Alavés |
| UD Almería          | 1-0     | Elche CF         |

| Team 1        | Uitslag      | Team 2          |
| ------------- | ------------ | --------------- |
| Córdoba CF    | 1-1 ns (3-2) | SD Huesca       |
| Orihuela CF   | 1-3          | Cádiz CF        |
| Andorra CF    | 1-3          | CD San Roque    |
| UE Llagostera | 0-1          | CE L'Hospitalet |
| SD Eibar      | 0-1          | SD Ponferradina |

### Vierde ronde
Deelnemers waren de elf winnaars uit de derde ronde plus de vrijgestelde club Real Oviedo en de 20 clubs van de Primera División 2011/12. De heenwedstrijden werden op 9 november (CE L’Hospitalet-FC Barcelona) en 8 en 13 december gespeeld, de terugwedstrijden op 20, 21 en 22 december.
| Team 1            | Uitslag      | Team 2          |
| ----------------- | ------------ | --------------- |
| Albacete Balompié | 2-1, 1-0     | Atlético Madrid |
| AD Alcorcón       | 1-1, 2-0     | Real Zaragoza   |
| CD Mirandés       | 1-1, 2-0     | Villarreal CF   |
| Córdoba CF        | 1-0, 1-2 (u) | Betis Sevilla   |
| Racing Santander  | 3-2, 3-4 (u) | Rayo Vallecano  |
| RCD Mallorca      | 0-1, 2-0     | Sporting Gijón  |
| Real Sociedad     | 4-1, 1-2     | Granada CF      |
| Real Oviedo       | 0-1, 0-1     | Athletic Bilbao |

| Team 1              | Uitslag     | Team 2       |
| ------------------- | ----------- | ------------ |
| UD Almería          | 1-3, 1-1    | CA Osasuna   |
| CE L'Hospitalet     | 0-1, 0-9    | FC Barcelona |
| Getafe CF           | 0-1, 2-2    | Málaga CF    |
| Celta de Vigo       | 0-0, 2-4    | RCD Espanyol |
| SD Ponferradina     | 0-2, 1-5    | Real Madrid  |
| CD San Roque        | 0-1, 1-2    | Sevilla FC   |
| Deportivo La Coruña | 3-1, 1-4 nv | UD Levante   |
| Cádiz CF            | 0-0, 0-4    | Valencia CF  |

### Vijfde ronde
De heenwedstrijden werden op 3, 4 en 5 januari gespeeld, de terugwedstrijden op 10, 11 en 12 januari.
| Team 1       | Uitslag      | Team 2           |
| ------------ | ------------ | ---------------- |
| CD Mirandés  | 2-0, 1-1     | Racing Santander |
| FC Barcelona | 4-0, 2-1     | CA Osasuna       |
| Real Madrid  | 3-2, 1-0     | Málaga CF        |
| Valencia CF  | 1-0, 1-2 (u) | Sevilla FC       |

| Team 1            | Uitslag  | Team 2          |
| ----------------- | -------- | --------------- |
| Albacete Balompié | 0-0, 0-4 | Athletic Bilbao |
| Córdoba CF        | 2-1, 2-4 | RCD Espanyol    |
| Real Sociedad     | 2-0, 1-6 | RCD Mallorca    |
| AD Alcorcón       | 2-1, 0-4 | UD Levante      |

### Kwartfinale
De heenwedstrijden werden op 18 en 19 januari gespeeld, de terugwedstrijden op 25 en 26 januari.
| Team 1          | Uitslag      | Team 2       |
| --------------- | ------------ | ------------ |
| Athletic Bilbao | 2-0, 1-0     | RCD Mallorca |
| Valencia CF     | 4-1, 3-0     | UD Levante   |
| RCD Espanyol    | 3-2, 1-2 (u) | CD Mirandés  |
| Real Madrid     | 1-2, 2-2     | FC Barcelona |

### Halve finales
De heenwedstrijden werden op 31 januari en 1 februari gespeeld, de terugwedstrijden op 7 en 8 februari.
| Team 1      | Uitslag  | Team 2          |
| ----------- | -------- | --------------- |
| CD Mirandés | 1-2, 2-6 | Athletic Bilbao |
| Valencia CF | 1-1, 0-2 | FC Barcelona    |

### Finale
De wedstrijd werd op vrijdag 25 mei gespeeld in het Estadio Vicente Calderón te Madrid.
| Winnaar      | Uitslag | Finalist        |
| ------------ | ------- | --------------- |
| FC Barcelona | 3-0     | Athletic Bilbao |

1979/80 · 
1980/81 · 
1981/82 · 
1982/83 · 
1983/84 · 
1984/85 · 
1985/86 · 
1986/87 · 
1987/88 · 
1988/89 · 
1989/90 · 
1990/91 · 
1991/92 · 
1992/93 · 
1993/94 · 
1994/95 · 
1995/96 · 
1996/97 · 
1997/98 · 
1998/99 · 
1999/00 · 
2000/01 · 
2001/02 · 
2002/03 · 
2003/04 · 
2004/05 · 
2005/06 · 
2006/07 · 
2007/08 · 
2008/09 · 
2009/10 · 
2010/11 · 
2011/12 · 
2012/13 · 
2013/14 · 
2014/15 · 
2015/16 · 
2016/17 · 
2017/18 · 
2018/19 ·
2019/20 ·
2020/21 ·
2021/22 ·
2022/23 ·
2023/24 ·
2024/25